# 1917
1917. је била проста година.

## Догађаји

### Јануар
- 9. јануар — Британска војска је поразила османску војску у бици код Рафе.
- 31. јануар — Немачка је у Првом светском рату објавила „тотални рат на мору“ у намери да неограниченим подморничким ратом принуди Велику Британију на капитулацију. Торпедовање америчких бродова нагнало је дотад неутралне САД да уђу у рат против Централних сила.

### Фебруар
- 5. фебруар — Усвајањем новог устава, Мексико постао федеративна република од 28 савезних држава.
- 21. фебруар — Избио је Топлички устанак због покушаја бугарске војске да мобилише српске регруте у окупираним областима у јужној Србији у Првом светском рату.

### Март
- 4. март — Теретњак Америчке морнарице УСС Киклоп је нестао на путу од Барбадоса према Балтимору, што је њен највећи губитак ван борбе.
- 8. март — Немирима и штрајковима у Петрограду почела Фебруарска револуција у Русији.
- 11. март — Британски војници под командом Стенлија Мода су заузели Багдад.
- 15. март — Под притиском револуционара абдицирао је последњи руски цар Николај II, чиме је после три века окончана владавина династије Романов.
- 26. март — У покушају да се пробију у Палестину, Британци су претрпели пораз од османске војске у првој бици за Газу.

### Април
- 2. април — Пред Војним судом за официре српске војске у Солуну је почео судски процес против групе официра са пуковником Драгутином Димитријевићем Аписом на челу, оптужених за покушај убиства српског регента Александра Карађорђевића код Острове.

### Јун
- 7. јун — Британска војска је детонирала 19 амоналских мина испод немачких ровова, усмртивши 10.000 особа у најсмртоноснијој ненуклеарној експлозији коју је изазвао човек.
- 11. јун — Александар I је наследио престо Грчке, пошто је његов отац Константин I абдицирао под притиском савезничких армија које су окупирале Атину.

### Јул
- 2. јул — Бели становници Ист Сент Луиса су запалили делове града и пуцали на црнце који су покушавали да побегну од пожара.
- 17. јул — Британска краљевска кућа променила је своје име Сакс-Кобург-Гота у Виндзор због антинемачког расположења у Британији током Првог светског рата.
- 20. јул — Потписана је Крфска декларација о стварању заједничке државе Срба, Хрвата и Словенаца.
- 31. јул — Британском артиљеријском ватром започела је битка код Пашендала.

### Октобар
- 26. октобар — Бразил је објавио рат Немачкој у Првом светском рату.

### Новембар
- 2. новембар — Британски министар иностраних послова Артур Џејмс Балфор објавио је Балфорову декларацију, о оснивању јеврејске државе у Палестини.
- 4. новембар — Завршена је битка код Капорета италијанским поразом и повлачењем италијанске војске се до реке Пијаве.
- 7. новембар — У Петрограду под водством вође бољшевика Владимира Иљича Лењина почела Октобарска социјалистичка револуција.

### Децембар
- 9. децембар — Турске трупе су у Првом светском рату предале Јерусалим Британцима.
- 15. децембар — Русија и Централне силе су потписале примирје у Брест-Литовску и започели мировне преговоре који су довели до Брест-Литовског мира.

## Рођења

### Фебруар
- 6. фебруар — Жа Жа Габор, мађарско-америчка глумица. († 2016)

### Мај
- 29. мај — Џон Кенеди, 35. председник САД († 1963)

### Јун
- 7. јун — Дин Мартин, италијанско-амерички певач и глумац. († 1995)
- 9. јун — Ерик Хобсбом, британски историчар. († 2012)

### Јул
- 17. јул — Кенан Еврен, турски генерал и политичар. († 2015)

### Август
- 9. октобар — Ђоко Јованић, генерал ЈНА и народни херој. († 2000)

### Децембар
- 21. децембар — Хајнрих Бел, немачки књижевник и добитник Нобелове награде 1972. († 1985)
- 24. децембар — Ким Џонг Сук, корејска политичарка († 1949)

## Смрти

### Јануар
- 2. јануар — Леон Фламан, француски бициклиста. (*1877).
- 22. јануар — Јован Илкић, српски архитекта (*1857)

### Фебруар
- 16. фебруар — Октав Мирбо, француски новинар, књижевни критичар и драмски писац. (*1848).

### Март
- 8. март — Фердинанд фон Цепелин, немачки инжењер (*1838)

### Април
- 14. април — Лудвик Лазар Заменхоф, пољски лекар, творац есперанта. (*1859).

### Мај
- 16. мај — Владислав Петковић Дис, српски песник (*1880)
- 23. мај — Франо Супило, хрватски политичар. (*1870).

### Јун
- 14. јун — Драгутин Димитријевић Апис, генералштабни пуковник војске Краљевине Србије. (*1876)

### Јул
- 14. јул — Октав Лапиз, француски бициклиста. (*1882).

### Август
- 13. август — Едуард Бухнер, немачки хемичар, добитник Нобелове награде. (*1860).

### Децембар
- 3. децембар — Карло Оријани, италијански бициклиста. (†1888)
- 20. децембар — Лисјен Пети Бретон, француски бициклиста. (*1882).

## Нобелове награде
- Физика — Чарлс Гловер Баркла
- Хемија — Награда није додељена
- Медицина — Награда није додељена
- Књижевност — Карл Адолф Гјелеруп и Хенрик Понтопидан
- Мир — Међународни Црвени крст (Швајцарска)
- Економија — Награда у овој области почела је да се додељује 1969. године